# Галицинівка
Галици́нівка — село Новогродівської міської громади Покровського району Донецької області, Україна.

## Загальні відомості
Відстань до райцентру становить близько 25 км і проходить автошляхом місцевого значення. Територія села межує з землями с. Мемрик Покровського району Донецької області.
У селі мешкає 1111 осіб.

## Історія
Менонітська колонія заснована 1888 р. вихідцями з молочанських колоній. Менонітська община Мемрик.
Мало назви Олександерґоф, Олександрівка.
За даними на 1859 рік у власницькому селі Бахмутського повіту Катеринославської губернії мешкало 615 осіб (309 чоловічої статі та 306 — жіночої), налічувалось 58 дворових господарств, існувала православна церква, відбувалось 4 ярмарки на рік.
Станом на 1886 рік у колишньому власницькому селі Голицинівської волості мешкало 804 особи, налічувалось 123 дворових господарства, існували православна церква й школа.
За переписом 1897 року кількість мешканців зросла до 1137 осіб (574 чоловічої статі та 563 — жіночої), з яких 1062 — православної віри.
У 1908 році в селі мешкало 1499 осіб (749 чоловічої статі та 750 — жіночої), налічувалось 193 дворових господарства.
7 (20) листопада 1917 року, відповідно до Третього Універсалу Української Центральної Ради, увійшло до складу Української Народної Республіки.

## Населення
Згідно з переписом УРСР 1989 року чисельність наявного населення села становила 1164 особи, з яких 521 чоловік та 643 жінки.
За переписом населення України 2001 року в селі мешкало 1111 осіб.

### Мова
Розподіл населення за рідною мовою за даними перепису 2001 року:
| Мова       | Кількість | Відсоток |
| ---------- | --------- | -------- |
| російська  | 813       | 73.18%   |
| українська | 297       | 26.73%   |
| грецька    | 1         | 0.09%    |
| Усього     | 1111      | 100%     |

## Відомі люди
- Охтирський Матвій Никифорович